# GeForce 300系列
GeForce 300系列是NVIDIA的第十一代GeForce顯示晶片。首款產品在2009年11月被推出市場。和前代NVIDIA GeForce 100一樣是舊系列圖形處理器的更名版，或是基於舊有圖形處理器推出的新型號顯示卡，而且只供OEM使用，無零售版本。GeForce 300仍採用TSMC的55奈米或65奈米製程來製造，中低端產品會采用新型SDDR3顯示記憶體，部分低階產品更名自GeForce 200系列，一些型號更是基於NVIDIA GeForce 9系列的顯示核心，支援Direct 10或10.1

## 歷史
當時人們曾認為『GeForce 300』系列是即將發表的Fermi核心產品的正式名稱，但在2010年2月初，NVIDIA通過在Twitter和Facebook的官方帳戶發出消息，下一代Fermi核心的首發兩款產品將被命名為NVIDIA GeForce 400系列，分別為GTX 470和GTX 480。而預計GeForce 300系列將使用在OEM市場，就像之前的GeForce 100系列。後來也沒有一款基於Fermi架構的產品被用於GeForce 300的產品線上。
該系列首款產品是更名自上代GeForce 210的GeForce 310，是NVIDIA提供給惠普供OEM使用，2009年11月27日發布。GT 320、GT 330、GT340都採用GT215核心。GT 340是完整的核心代號為『GT215』的核心，技術參數和前代的GT 240基本一致，是為GT 240的更名版，而GT 320、GT330是GeForce 300中的新品，儘管核心是基於前代的GT200b和G92b架構，是GT215核心上刪減流處理器數量獲得，具體表現在核心後的編號，如GT215-301-A2。

## 產品介紹
- 桌面平臺
  - GeForce 310[8] - 2009年11月針對OEM市場推出，更名自GeForce 210/G210，規格與其相同，採用新版GT218-300-A3核心，40nm製程。
  - GeForce 315[9] - 2009年11月針對OEM市場推出，更名自GeForce GT 220，規格與其相同，採用新版GT216-200-A2核心，40nm製程。
  - GeForce GT 320[10] - 2010年2月12日針對OEM市場推出，擁有72個頻率為1302 MHz的流處理器，核心頻率540 MHz，顯示記憶體為1GB 128-bit，頻率790 MHz，40nm製程GT215核心。
  - GeForce GT 330[11] - 2010年2月12日針對OEM市場推出，擁有96-112個頻率為1250-1340 MHz的流處理器，核心頻率540 MHz，顯示記憶體為800 MHz GDDR3或500 MHz DDR2，採用55nm製程G92-168-B1，僅支援DirectX 10。另外也有採用支援DirectX 10.1新版GT215核心。
  - GeForce GT 340[12] - 2010年2月12日針對OEM市場推出，更名自GeForce GT 240，擁有96個頻率為1340 MHz的流處理器，核心頻率540 MHz，顯示記憶體為512MB或1GB 128-bit GDDR5，頻率1700 MHz，40nm製程GT215核心。

- 行動平臺
  - GeForce 305M[13] - 於2010年1月1日發表，採用GT218M核心，40nm製程。支援DirectX 10.1。
  - GeForce 310M[14] - 於2010年1月1日發表，採用GT218M核心，40nm製程。支援DirectX 10.1。
  - GeForce 315M[15] - 於2011年1月5日發表，採用新版GF119M核心，40nm製程。支援DirectX 10.1。
  - GeForce GT 325M[16] - 於2010年1月1日發表，採用GT216M核心，40nm製程。支援DirectX 10.1。
  - GeForce GT 330M[17] - 於2010年1月1日發表，採用GT216M核心，40nm製程。支援DirectX 10.1。
  - GeForce GT 335M[18] - 於2010年1月1日發表，採用GT215M核心，40nm製程。支援DirectX 10.1。
  - GeForce GTS 350M[19] - 於2010年1月1日發表，採用GT215M核心，40nm製程。支援DirectX 10.1。
  - GeForce GTS 360M[20] - 於2010年1月1日發表，採用GT215M核心，40nm製程。支援DirectX 10.1。